# 茶山水库 (贵港市)
茶山水库是中国广西壮族自治区贵港市瓦塘乡境内的一座水库，位于郁江支流北而江上，建于1960年。水库正常库容为435万立方米，集雨面积为41平方千米，海拔为95.19米。